# 分节符号
分節符號（§，統一碼代碼：U+00A7, HTML碼 &sect;），也可稱雙S號或分段符號，是字體排印學的一個字符。多數用於一份文件的一段中，例如在法律法規中。多數會與段落符號共用使用。當此符號重複，即是「§§」時，代表複數段落（例如：§§ 13–21）。

## 鍵入方式
- 在統一碼中，代碼為U+00A7
- Emacs：C-x 8 S
- HTML碼：&sect;[2]
- Mac OS加拿大法語鍵盤：⌥ Opt+Shift+S
- Mac OS美國鍵盤：⌥ Opt+6，美國擴展鍵盤：⌥ Opt+5
- Mac OS英國鍵盤：§
- Mac OS德國德語鍵盤：⇧ Shift+3
- TeX：\S
- 美國國際鍵盤布局和英國國際鍵盤布局：AltGr+⇧ Shift+S
- Ubuntu替代US/UK鍵盤選項：AltGr+⇧ Shift release OS或Ctrl+⇧ Shift+UA7↵ Enter
- Vim，在插入模式：Ctrl+K, SE; Ctrl+V, 167
- Windows AZERTY鍵盤：§（即是⇧ Shift+!）.
- Windows Alt碼：Alt+0167; Alt+21; Alt+31509（數字鎖定鍵開啟）[3][4]
- X Window系統，配合書寫鍵（英语：Compose key）：Compose+S+O或Compose+!+S
- X Window系統，不配合書寫鍵：Ctrl+⇧ Shift+U00A7

## 其他
在模擬市民系統的遊戲中，遊戲內的金錢是模擬幣，而它的符號就是§。
在Minecraft中，§作为控制文本显示格式的转义符。